# لوثر مارتن
لوثر مارتن (بالإنجليزية: Luther Martin)‏ هو محامي أمريكي، ولد في 9 فبراير 1748 في ميتوتشين في الولايات المتحدة، وتوفي في 8 يوليو 1826 في نيويورك في الولايات المتحدة.

## وصلات خارجية
- لوثر مارتن على موقع الموسوعة البريطانية (الإنجليزية)